# Domajîr, Iavoriv
Domajîr (în ucraineană Домажир) este localitatea de reședință a comunei Domajîr din raionul Iavoriv, regiunea Liov, Ucraina.

## Demografie
Componența lingvistică a localității Domajîr
     Ucraineană (99,58%)
     Alte limbi (0,14%)
Conform recensământului din 2001, majoritatea populației localității Domajîr era vorbitoare de ucraineană (99,58%), existând în minoritate și vorbitori de alte limbi.